# Goerodes posticatus
Goerodes posticatus är en nattsländeart som först beskrevs av Banks 1931.  Goerodes posticatus ingår i släktet Goerodes och familjen kantrörsnattsländor. Inga underarter finns listade i Catalogue of Life.